# Есеник (район)
Район Есеник (чеш. Okres Jeseník) — один из 5 районов Оломоуцкого края Чехии. Административным центром является город Есеник. Площадь составляет 718,96 км², население — 41 672 человек (плотность населения — 57,96 человек на 1 км²). Район состоит из 24 населённых пунктов, в том числе из 5 городов.
В районе находится памятник природы Черне-Езеро.